# Magomed Mustafaev
Magomed Mustafaev (Daguestán, 2 de agosto de 1987) es un artista marcial mixto ruso. Ha competido en la división de peso ligero de la UFC. Profesional desde 2011, también ha competido para M-1 Global.

## Antecedentes
Mustafaev nació el 8 de febrero de 1988 en el pueblo de Aimaki, en el actual Daguestán. Comenzó a entrenar en lucha libre cuando estaba en la escuela primaria. Después del instituto, se trasladó a Sochi y empezó a entrenar MMA. Es el ganador de la Copa del Mar Negro de Pancracio.

## Carrera en las artes marciales mixtas

### Carrera temprana
Mustafaev hizo su debut profesional en las artes marciales mixtas el 29 de abril de 2011, derrotando a su compatriota ruso Marat Medzhidov por TKO en el primer asalto. La única derrota en su historial profesional llegó en su siguiente combate menos de tres meses después contra el daguestaní Arsen Ubaidulaev debido a una sumisión.
Mustafaev se enfrentó al prospecto ruso de MMA Andrei Koshkin el 14 de marzo de 2014 en el M-1 Challenge 46. Ganó el combate por sumisión en el segundo asalto.
El 1 de septiembre de 2014, Mustafaev compitió en el Grand Prix de Peso Wélter Sochi Star 2014. Mustafaev derrotó a Amirkhan Adaev y Gleb Morozov ambos por KO en el primer asalto. Mustafaev siguió con otra actuación ganadora contra el prospecto ruso de MMA y luchador de la WSOF Abubakar Nurmagomedov (hermano del invicto contendiente de peso ligero de la UFC Khabib Nurmagomedov) para reclamar la victoria en el torneo y propulsarse a sí mismo para una oportunidad en una promoción de MMA de primer nivel.

### Ultimate Fighting Championship
Tras la victoria en el torneo y una racha de 10 victorias en varios eventos de MMA rusos, Mustafaev firmó con Ultimate Fighting Championship el 6 de noviembre de 2014. En su paso de las promociones de MMA rusas a la UFC, Mustafaev pasó del peso wélter a la división de peso ligero.
Mustafaev luchó por primera vez en la UFC frente a Piotr Hallmann el 20 de junio de 2015 en UFC Fight Night: Jędrzejczyk vs. Penne en Berlín, Alemania. Mustafaev ganó por TKO (parada médica) en el segundo asalto debido a los múltiples cortes alrededor de los ojos de Hallmann.
Mustafaev se enfrentó a Joe Proctor en UFC 194 el 12 de diciembre de 2015. Ganó el combate por TKO en el primer asalto.
Mustafaev se enfrentó a Kevin Lee en UFC Fight Night: Mousasi vs. Hall 2 el 19 de noviembre de 2016. Perdió el combate por sumisión en el segundo asalto.
Después de un largo parón, debido en parte a una lesión en el brazo sufrida en su último combate, Musafaev se enfrentó al recién llegado a la promoción Rafael Fiziev el 20 de abril de 2019 en UFC Fight Night: Overeem vs. Oleinik. Ganó el combate por nocaut técnico en el primer ronda. Esta victoria le valió el premio a la Actuación de la Noche.
Se esperaba que Mustafaev se enfrentara a Don Madge el 7 de septiembre de 2019 en UFC 242. Sin embargo, el 18 de agosto de 2019, se informó que Mustafaev fue retirado del combate por razones no reveladas.
Mustafaev se enfrentó a Brad Riddell el 23 de febrero de 2020 en UFC Fight Night: Felder vs. Hooker. Perdió el combate por decisión dividida.
Mustafaev estaba programado para enfrentarse a Renato Moicano el 18 de octubre de 2020 en UFC Fight Night: Ortega vs. The Korean Zombie. Sin embargo, Moicano se retiró del combate a mediados de septiembre por razones no reveladas, y fue reemplazado por Mateusz Gamrot. A su vez, el combate fue desechado por completo por razones no reveladas.
Se esperaba que Mustafaev se enfrentase a Damir Ismagulov el 30 de octubre de 2021 en UFC 267, pero Ismagulov no dio el peso, por tanto la pelea fue cancelada.
Mustafaev fue despedido del plantel de UFC en octubre de 2022.

## Campeonatos y logros

### Artes marciales mixtas
- Ultimate Fighting Championship
  - Actuación de la Noche (una vez)  vs. Rafael Fiziev[13]

## Récord en artes marciales mixtas
| Resultado | Récord | Oponente              | Método                                         | Evento                                   | Fecha                    | Ronda | Tiempo | Localización      | Notas                    |
| --------- | ------ | --------------------- | ---------------------------------------------- | ---------------------------------------- | ------------------------ | ----- | ------ | ----------------- | ------------------------ |
| Derrota   | 15-3   | Brad Riddell          | Decisión (dividida)                            | UFC Fight Night: Felder vs. Hooker       | 23 de febrero de 2020    | 3     | 5:00   | Auckland          |                          |
| Victoria  | 15-2   | Rafael Fiziev         | TKO (patada trasera giratoria y puñetazos)     | UFC Fight Night: Overeem vs. Oleinik     | 20 de abril de 2019      | 3     | 5:00   | San Petersburgo   | Actuación de la Noche.   |
| Derrota   | 14-2   | Kevin Lee             | Sumisión técnica (estrangulamiento por detrás) | UFC Fight Night: Mousasi vs. Hall 2      | 19 de noviembre de 2016  | 2     | 4:31   | Belfast           |                          |
| Victoria  | 14-1   | Joe Proctor           | TKO (rodillazos y puñetazos)                   | UFC 194                                  | 12 de diciembre de 2015  | 1     | 1:54   | Las Vegas, Nevada |                          |
| Victoria  | 13-1   | Piotr Hallmann        | TKO (parada médica)                            | UFC Fight Night: Jędrzejczyk vs. Penne   | 20 de junio de 2015      | 2     | 3:24   | Berlín            | Regreso al peso ligero.  |
| Victoria  | 12-1   | Abubakar Nurmagomedov | TKO (parada médica)                            | Sochi Star Club: Sochi Star Tournament 1 | 1 de septiembre de 2014  | 1     | 4:11   | Sochi             |                          |
| Victoria  | 11-1   | Gleb Morozov          | KO (puñetazos)                                 | Sochi Star Club: Sochi Star Tournament 1 | 1 de septiembre de 2014  | 1     | 0:34   | Sochi             |                          |
| Victoria  | 10-1   | Amirkhan Adaev        | KO (puñetazo)                                  | Sochi Star Club: Sochi Star Tournament 1 | 1 de septiembre de 2014  | 1     | 1:38   | Sochi             |                          |
| Victoria  | 9-1    | Andrei Koshkin        | Sumisión verbal (gancho de talón)              | M-1 Challenge 46                         | 14 de marzo de 2014      | 2     | 0:39   | San Petersburgo   |                          |
| Victoria  | 8-1    | Lom-Ali Nalgiev       | Sumisión (estrangulamiento por detrás)         | Legion Fight 18                          | 26 de diciembre de 2013  | 2     | 2:45   | Sochi             | Combate de peso ligero.  |
| Victoria  | 7-1    | Guseyn Omarov         | TKO (parada médica)                            | Legion Fight 17                          | 28 de noviembre de 2013  | 2     | 1:39   | Vladikavkaz       |                          |
| Victoria  | 6-1    | Islam Begidov         | TKO (puñetazos)                                | Legion Fight 12                          | 15 de septiembre de 2013 | 1     | 1:55   | Sochi             |                          |
| Victoria  | 5-1    | Artyom Egorov         | Sumisión (barra de brazo)                      | Legion Fight 12                          | 15 de septiembre de 2013 | 1     | 1:55   | Sochi             | Regreso al peso wélter.  |
| Victoria  | 4-1    | Vadim Ogar            | Sumisión (estrangulamiento por triángulo)      | Legion Fight 12                          | 16 de enero de 2013      | 1     | 1:15   | Sochi             |                          |
| Victoria  | 3-1    | Dmitry Korobeynikov   | TKO (puñetazos)                                | Legion Fight 12                          | 16 de enero de 2013      | 1     | 2:40   | Óblast de Rostov  |                          |
| Victoria  | 2-1    | Sakhil Askarov        | TKO (parada médica)                            | Legion Fight 10                          | 10 de marzo de 2012      | 2     | 2:20   | Sochi             | Debut en el peso ligero. |
| Derrota   | 1-1    | Arsen Ubaidulaev      | Sumisión (estrangulamiento por detrás)         | Legion Fight 9                           | 8 de julio de 2011       | 2     | 3:20   | Sochi             | Debut en el peso medio.  |
| Victoria  | 1-0    | Marat Medzhidov       | TKO (puñetazos)                                | Legion Fight 7                           | 29 de abril de 2011      | 1     | 4:55   | Sochi             | Debut en el peso wélter. |